# Ironman 70.3 Switzerland
Der Ironman 70.3 Switzerland ist ein Triathlon-Wettbewerb der von der World Triathlon Corporation (WTC) veranstalteten Ironman-70.3-Rennserie in der Schweiz.

## Organisation
Weltweit werden von der World Triathlon Corporation (WTC) Rennen über die Distanz 1,9 km Schwimmen, 90 km Radfahren und 21,1 km Laufen vergeben. Aus der Gesamtdistanz von 113 km bzw. 70,3 Meilen bei einem Wettbewerb leitet sich der Name ab.
In Rapperswil-Jona fand mit dem Ironman 70.3 Switzerland im Jahr 2007 zum ersten Mal ein Ironman-Rennen in der Schweiz auf der Mitteldistanz statt. Bei der dritten Austragung 2009 wurden 2200 Startplätze für den Wettkampf am 7. Juni vergeben.

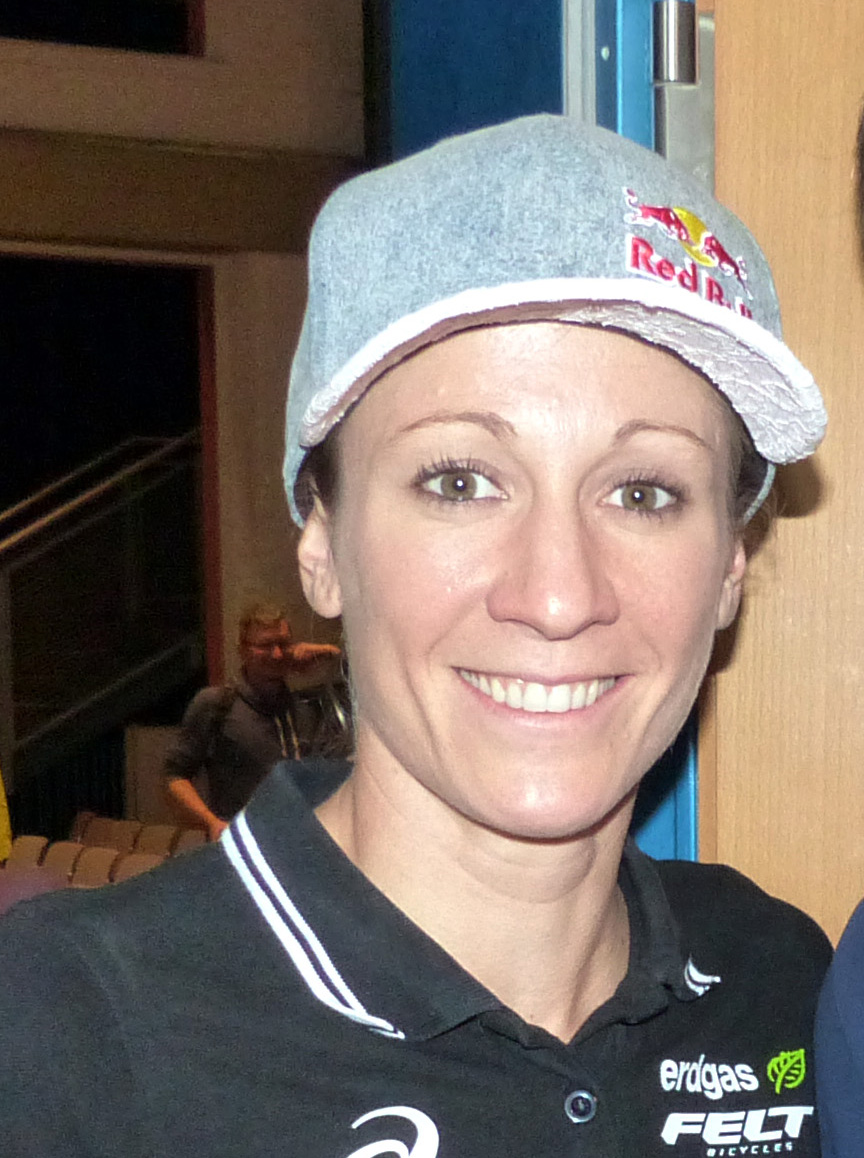
Die achtmalige Siegerin Daniela Ryf (2014–2023)

Im Juni 2013 wurde von den Veranstaltern vor dem Rennen angekündigt, den Wettbewerb aufgrund zu niedriger Wassertemperatur ohne die Schwimmdistanz auszutragen und diese durch einen 4,5 km langen Lauf zu ersetzen. Nach einem Murenabgang am Renntag musste der Ironman 70.3 Schweiz dann aber abgebrochen werden, da die Radstrecke dadurch unpassierbar wurde.
Die Schweizerin Daniela Ryf konnte hier bereits achtmal, davon siebenmal in Folge und ihr Landsmann Ronnie Schildknecht dreimal in Folge gewinnen.
Die für den 13. Oktober 2020 angesetzte 13. Austragung musste im Zuge der COVID-19-Pandemie abgesagt werden. Das Rennen im Juni 2022 fand bei den Frauen als reines Altersklassen-Rennen statt.
Am 11. Juni 2023 fand die 15. Austragung dieses Rennens bei den Männern als reines Altersklassen-Rennen statt. 
2024 musste die Schwimmdistanz kurzfristig witterungsbedingt auf 750 Meter verkürzt werden.

### Streckenrekorde
Der Streckenrekord der Frauen wird seit 2014 von Daniela Ryf gehalten mit ihrer Siegerzeit von 4:00:14 Stunden. Bei den Männern verbesserte der US-Amerikaner Rodolphe Von Berg den Streckenrekord 2021 auf 3:42:18 Stunden.

## Ergebnisse

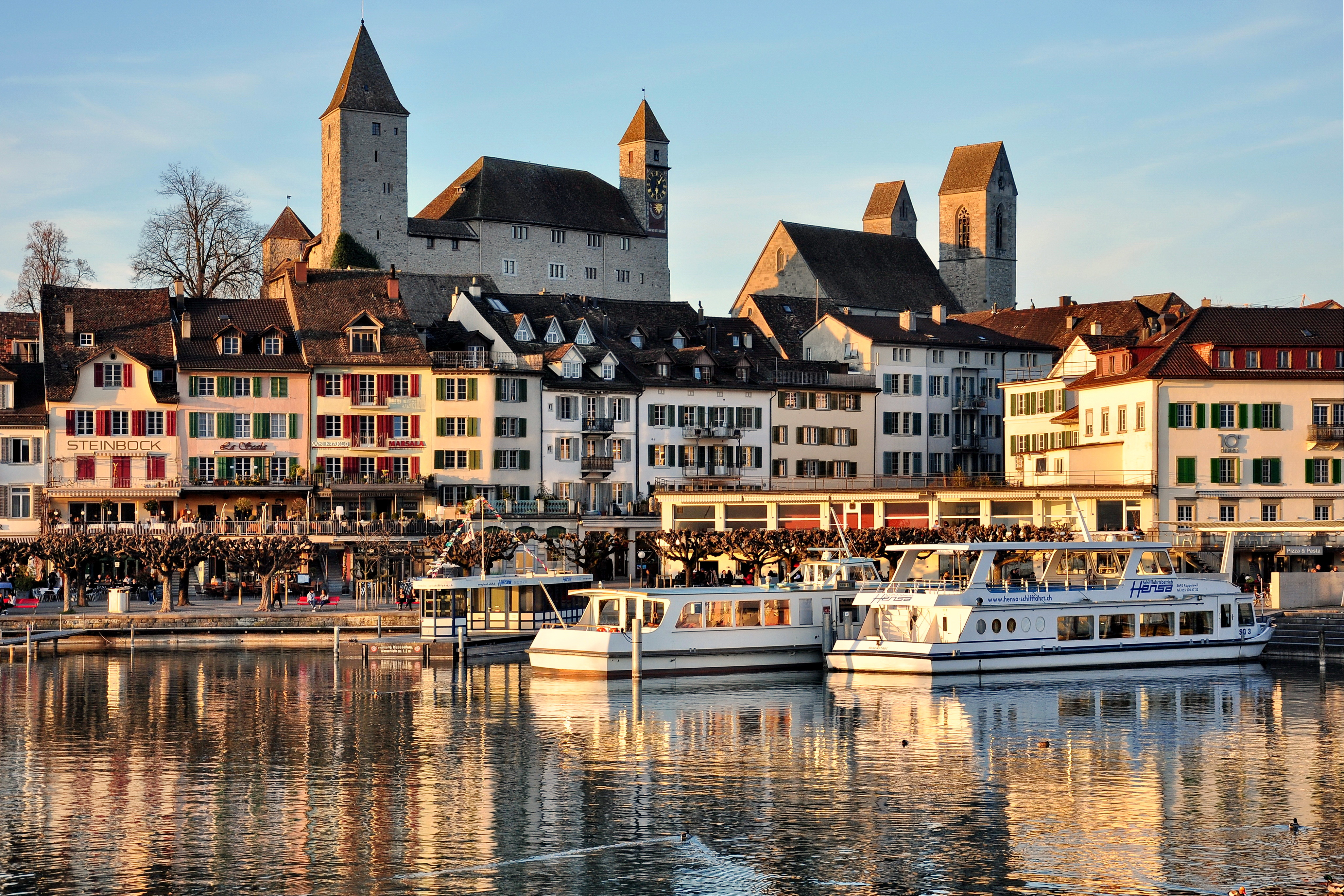
Blick auf den Hafen in Rapperswil

| N ° | Datum/Jahr    | Männer                     | Männer                     | Männer                     | Frauen                     | Frauen                     | Frauen                     |
| N ° | Datum/Jahr    | Erster Platz               | Zweiter Platz              | Dritter Platz              | Erster Platz               | Zweiter Platz              | Dritter Platz              |
| --- | ------------- | -------------------------- | -------------------------- | -------------------------- | -------------------------- | -------------------------- | -------------------------- |
| 18  | 7. Juni 2026  |                            |                            |                            |                            |                            |                            |
| 17  | 1. Juni 2025  | Samuel Studer              | Manuel Arnold              | Hugo Courbot               | Marit Lindemann            | Desirée Knecht             | Jannine Köppel             |
| 16  | 2. Juni 2024  | Leonard Arnold             | Ruben Zepuntke             | Fabian Meeusen             | Julie Derron               | Alanis Siffert             | Lena Meißner               |
| 15  | 11. Juni 2023 | Jari Claes                 | Benjamin Ueltschi          | Jonathan Guisolan          | Daniela Ryf -8-            | Ashleigh Gentle            | Anne Reischmann            |
| 14  | 19. Juni 2022 | Youri Keulen               | Nicolas Mann               | Mattia Ceccarelli          | Corina Ryf                 | Michelle Krebs             | Denise Johannsen           |
| 13  | 8. Aug. 2021  | Rodolphe Von Berg (SR)     | Ruedi Wild                 | Felix Hentschel            | Daniela Ryf -7-            | Julie Derron               | Anne Reischmann            |
| 12  | 2. Juni 2019  | Andreas Böcherer -2-       | Pablo Dapena González      | Manuel Küng                | Daniela Ryf -6-            | Skye Moench                | Svenja Thoes               |
| 11  | 10. Juni 2018 | Joshua Amberger            | Manuel Küng                | Boris Stein                | Daniela Ryf -5-            | Imogen Simmonds            | Skye Moench                |
| 10  | 11. Juni 2017 | Ruedi Wild -2-             | James Cunnama              | Sven Riederer              | Daniela Ryf -4-            | Emma Bilham                | Nina Derron                |
| 09  | 5. Juni 2016  | Nils Frommhold             | Ruedi Wild                 | Manuel Küng                | Daniela Ryf -3-            | Emma Pooley                | Regula Rohrbach            |
| 08  | 7. Juni 2015  | Ruedi Wild                 | Manuel Küng                | Jan van Berkel             | Daniela Ryf -2-            | Sonja Tajsich              | Kristin Möller             |
| 07  | 1. Juni 2014  | Boris Stein                | Ruedi Wild                 | Mike Aigroz                | Daniela Ryf (SR)           | Emma Pooley                | Nicola Spirig              |
| –   | Juni 2013     | witterungsbedingt abgesagt | witterungsbedingt abgesagt | witterungsbedingt abgesagt | witterungsbedingt abgesagt | witterungsbedingt abgesagt | witterungsbedingt abgesagt |
| 06  | 3. Juni 2012  | Michael Raelert -2-        | Bart Aernouts              | Bruno Clerbout             | Nicola Spirig -2-          | Caroline Steffen           | Gina Crawford              |
| 05  | 5. Juni 2011  | Andreas Böcherer           | Ronnie Schildknecht        | Mathias Hecht              | Caroline Steffen -2-       | Karin Thürig               | Sonja Tajsich              |
| 04  | 6. Juni 2010  | Michael Raelert            | Ronnie Schildknecht        | Olivier Marceau            | Caroline Steffen           | Nicole Hofer               | Karin Thürig               |
| 03  | 7. Juni 2009  | Ronnie Schildknecht -3-    | Mike Aigroz                | Alessandro Degasperi       | Sarah Schütz               | Erika Csomor               | Simone Benz                |
| 02  | 1. Juni 2008  | Ronnie Schildknecht -2-    | Konstantin Bachor          | Sebastian Kienle           | Julie Dibens               | Nicola Spirig              | Erika Csomor               |
| 01  | 3. Juni 2007  | Ronnie Schildknecht        | Christoph Mauch            | Jimmy Johnsen              | Nicola Spirig              | Karin Thürig               | Sibylle Matter             |